# Д’Авена, Кристина
Кристина Д’Авена (итал. Cristina D'Avena; род. 6 июля 1964 года, Болонья, Италия) — итальянская певица, актриса, телеведущая. Известна исполнением песен в телесериалах и мультфильмах, показываемых на каналах медиаконцерна Gruppo Mediaset. Продано 6 млн копий её альбомов.
В декабре 2009 года вышел её альбом Magia di Natale, в нём 12 рождественских песен в аранжировке Валериано Киаравалле. В этом альбоме она поёт впервые на английском языке.